# فاطمة نسل شاه
فاطمة نسل شاه سلطان (بالتركية: Fatma Neslişah)‏ (من بني عثمان)، الأميرة العثمانية وصاحبة السمو الإمبراطوري وأميرة مصرية. ولدت في 4 فبراير 1921 في إسطنبول في قصر نيشانتاشي [الإنجليزية] وتوفيت في 2 إبريل 2012 في إسطنبول. جدها الأكبر من جانب أبيها هو آخر خليفة عثماني عبد المجيد الثاني من زوجته الأولى شاهسوفار قادين [الإنجليزية]. وجدها الأكبر من جانب أمها هو آخر سلطان وخليفة عثماني محمد السادس من زوجته الأولى أمينة نازك إدا قادين أفندي. هي ابنة الأمير شاه زاد عمر فاروق أفندي من زوجته الأولى وقريبته الأميرة رقية صبيحة سلطان.
ترعرعت في نيس بفرنسا بعدما تم نفيها وهي بعمر الثالثة نتيجة عندما الأسرة العثمانية الإمبراطورية إسطنبول حسب القوانين واللوائح الجمهورية.

## حياتها في مصر
في 1940 تزوجت صاحبة السمو الإمبراطوري نسل شاه بالأمير محمد عبد المنعم ابن عباس حلمي الثاني آخر خديوي لمصر. وهكذا صارت أميرة لمصر بالزواج. قبل عامين من ذلك كان عبد المنعم وريثًا لخمسين مليون دولار أمريكي، وطلب من ابن عمه الثاني الملك فاروق ملك مصر الزواج من الأميرة أخت الملك "زوغ" الأول ملك ألبانيا. لكن لم يتم الزواج قط، وعوضًا عن ذلك تزوج الأمير عبد المنعم بنسل شاه. عندما عزل تنظيم الضباط الأحرار الملك فاروق في ثورة يوليو 1952 اختاروا عبد المنعم رئيسًا لمجلس الوصاية على العرش [الإنجليزية] المكون من ثلاثة أفراد لتولي سلطة الحكم من ابن الملك فاروق الرضيع فؤاد الثاني الذي انتقلت له الحكم. تم حل المجلس في 7 سبتمبر 1952، وتم تعيين عبد المنعم في مركز الأمير الوصي على العرش [الإنجليزية]. مع عدم وجود ملكة قرينة (أي زوجة ملك) تولّت نسل شاه الأمر بفضل مركزها بصفتها زوجة للأمير الوصي. ركزت على الأعمال الخيرية خلال ظهورها الرسمي القليل أثناء فترة وصاية زوجها. تمامًا مثل زوجات الملوك اللاتي سبقنها، حضرت الأحداث الرياضية مثل مباريات البولو ونهائي دورات التنس العالمية.
استمرت فترة وصاية الأمير عبد المنعم عشرة أشهر وحسب. قام مجلس قيادة الثورة رسميًا بنفي الأسرة الحاكمة في 18 يونيو 1953. في 1957 تم اعتقال عبد المنعم ونسل شاه واتهما بالتآمر ضد الرئيس جمال عبد الناصر. مجددًا تم نفي نسل شاه بعدما خرجت من السجن عندما تدخل رئيس جمهورية تركيا وأمر بإطلاق سراحها. بعد ذلك عاشت لفترة قصيرة في أوروبا ثم عادت إلى وطنها تركيا. توفي الأمير عبد المنعم في 1979 في إسطنبول حيث ظلت الأميرة نسل شاه مع ابنتها غير المتزوجة إقبال. حين وفاتها كانت نسل شاه أكبر أميرة عثمانية في السن. بعد وفاة الأمير برهان الدين [الإنجليزية] في 2008 والأمير أرطغرل [الإنجليزية] عثمان في 2009، كانت هي آخر فرد من السلالة العثمانية ولد في العصر العثماني.

## الأطفال والعائلة
أنجبت نسل شاه من عبد المنعم طفلين، صبي وفتاة:
الأمير عباس حلمي (ولد في القاهرة، 16 أكتوبر 1941) تزوج في إسطنبول في 1 يونيو 1969 من مديحة ممتاز (ولدت في القاهرة 12 مايو 1945) وأنجبا فتاة وصبي:
- صبيحة فاطمة حلمي هانم (ولدت في بادينجتون، لندن في 28 سبتمبر 1974).
- داوود عبد المنعم حلمي بك (ولد في بادنجتون، لندن في 23 يوليو 1979).

إقبال حلمي عبد المنعم هانم سلطان (ولدت في 22 ديسمبر 1944)، لم تتزوج أو تنجب.